# Naravni rezervat Kurm
Naravni rezervat Kurm je narodni naravni rezervat v governoratu Maskat v Omanu. Rezervat, ki leži ob obali Omanskega zaliva, ščiti gozd mangrov in okoliško mokrišče v majhnem estuariju znotraj mestnega območja Kurm (Qurm). Rezervat, ustanovljen leta 1975, je od leta 1994 označen kot pomembno območje za ptice, od leta 2013 pa kot zaščiteno ramsarsko območje.

## Opis
Naravni rezervat Qurm je naravni rezervat obalnega mokrišča v mestnem območju Kurm v provinci Bavšar v gubernoratu Maskat v severovzhodnem Omanu. Tako mesto kot rezervat sta poimenovana po lokalnem izrazu za sive mangrove (القرم, al-qurm), ki prevladujejo v ekosistemu vzdolž obale. Ustanovljen leta 1975 z odlokom sultana Kabusa bin Saida rezervat ščiti območje približno 172 ha okoli izliva in nekdanje delte Vadi Adaj, med obalo Omanskega zaliva in vznožjem gorovja Hadžar. Rezervat je bil leta 1994 priznan kot pomembno območje za ptice; 106,8 ha spodnjega dela rezervata je bilo 19. aprila 2013 označenih kot zaščiteno ramsarsko območje.
Rezervat, ki se pomika proti jugovzhodu od celinske obale, vključuje območje plaže, ki se dviga do obalnih sipin, ki ločujejo plažo od območja plimskih ravnin Sabka, ki jih režejo plimski potoki in žlebovi. Navzgor od tega je aluvialna ravnica peska in proda, ki jo je nanesla vadi, ki se na severovzhodu in jugu končuje z izdanki kraške podlage. Znotraj plimovanja se sladka voda iz več vadijev in tokov podzemne vode meša s slano vodo, ki vstopa skozi dva glavna kanala plimovanja, da se oblikuje polihalinsko okolje, ki podpira visoko raven biotske raznovrstnosti. V regiji je za Oman značilno vroče puščavsko podnebje z vročimi poletji in več izhlapevanja kot padavin.

## Rastlinstvo in živalstvo
Najbolj oddaljene obalne sipine podpirajo trave Halopyrum mucronatum, ki prehajajo v Sphaerocoma hookeri v manj slanih delih notranjih sipin in Suaeda fruticosa, Cistanche phelypaea in Suaeda vermiculata na bolj slanih območjih. V zaščitenih kotanjah med sipinami so združbe Lotus garcinii, Cyperus conglomeratus in Heliotropium ramosissimum. V plimskih kanalih, žlebovih in drugih nižinskih območjih, ki so poplavljena ob visoki plimi, siva mangrova (Avicennia marina) tvori goste mangrove gozdove. Na vlažnih, peščenih, slanih tleh ravnice Sabka tik nad visoko plimo se pojavljajo Suaeda aegyptiaca, S. fruticosa, Cressa cretica, Aeluropus lagopoides, Halopeplis perfoliata, Arthrocaulon macrostachyum, Tetraena qatarensis in drugi halofiti.
Zmerno izsušena aluvialna ravnina nad sabka gosti razpršeno gozdno vegetacijo, ki vključuje drevesa Vachellia tortilis, Prosopis cineraria, Ziziphus spina-christi in Vachellia flava ter grmičevje Lycium shawii in Bassia muricata. Kamnito gričevje na jugu in severovzhodu pokrivajo drevesa in grmi, podobni aluvialni ravnici, skupaj z Euphorbia larica, Commiphora myrrha, Grewia tenax in Ochradenus arabicus, grmi Cleome brachycarpa, Cometes surattensis, Leucas inflata, Plocama hymenostephana, Seddera latifolia in Vernonia arabica in trave Cenchrus pennisetiformis. Vzhodni konec rezervata vključuje zapuščen nasad datljevih palm Phoenix dactylifera, ki se je pomešal z divjo vegetacijo.
Vrste vodnih živali, ki jih najdemo v mokrišču so različni raki, kot so Gelasimus vocans, Austrua lactea in Gelasimus tetragonon v močvirjih mangrov; Scylla serrata, Portunus pelagicus, Callinectes sapidens, Thalamita sp. in Grapsus tenuicrustatus v kanalih mangrov; ter Ashtoret lunaris in Ocypode saratan v plimskih potokih in na plaži. Pomembne vrste mehkužcev so ostrige  Saccostrea cucullata, ki rastejo na zračnih koreninah mangrov in velikanske Terebralia palustris v blatu med mangrovami. V mokriščih živijo številne vrste rib, zlasti arabski zobatec (Aphanius dispar), tigrasti ostriž (Terapon jarbua), glavoč in Gerres oyena, medtem ko rezervat zagotavlja prehranjevalni prostor in vzgajališče za druge vrste, kot so ciplji, veleoki hlastač (Lutjanus lutjanus), Alosinae, trnoboki (Carangidae) in špari , kot tudi komercialno pomembne vrste kozic. Odpadli listi mangrov hranijo različne morske detritivore.
Ena študija je v rezervatu odkrila skoraj dvesto vrst ptic, kot so beločeli deževnik, rečni galeb (Chroicocephalus ridibundus), pepelasta čigra (Sterna repressa), kaspijski galeb (Larus cachinnans), Spremenljivi prodnik (calidris alpina), progastorepi kljunač (Limosa lapponica), bronasti kormoran (Phalacrocorax nigrogularis), veliki plamenec (Phoenicopterus roseus), [[mali prodnik (Calidris minuta), Arenaria interpres in zalivski galeb (Chroicocephalus genei). Kopenska favna vključuje arabsko rdečo lisico (Vulpes vulpes arabica) in baločistanski gerbil (Gerbillus nanus); morske želve naj bi obiskovale to območje do nedavnega povečanja človekovega razvoja.

## Varovanje
Naravni rezervat Qurm varuje enega največjih gozdov mangrov v ekoregiji Omanskega zaliva, biom, ki podpira raznoliko raznolikost morskih, kopenskih in ptičjih prostoživečih živali. Plankton in detritus iz rezervata se zaradi plimovanja prenašajo v morje, kar zagotavlja surovino za morske ekosisteme v sosednjih obalnih vodah. Ta injekcija hranil poveča morsko produktivnost in posredno podpira populacije komercialno pomembnih ribjih vrst. Oman je del srednjeazijsko-indijske preletne poti za ptice selivke in rezervat, tako kot drugi estuariji, zagotavlja postajališče, kjer se lahko vodne ptice med selitvijo spočijejo in hranijo. Gozd mangrov prispeva tudi k stabilizaciji obale pred tropskimi nevihtami in izboljšuje kakovost vode z zadrževanjem in filtriranjem nevihtnega odtoka.
Arheološke študije so odkrile dokaze o prisotnosti kamenodobnih ljudi na tem območju, ki je zdaj rezervat, že pred 6000 leti, ko so sezonsko nabirali ostrige in volke iz mangrovih gozdov.